# مؤسسة زراعية
المؤسسة الزراعية هي مكون ضمن أعمال المزارع. على سبيل المثال، قد تشمل المزرعة المشروعات الزراعية ومزارع الألبان.